# Schnell László
Schnell László (Pécs, 1923. július 24. – Budapest, 1995. december 12.) magyar gépészmérnök, egyetemi professzor a BME Műszer és Irányítástechnika Tanszék vezetője, feltaláló, Állami Díjas.

## Életpályája
1947-ben szerzett gépészmérnöki diplomát a Budapesti Műszaki és Gazdaságtudományi Egyetemen. Egyetemi tanulmányainak befejezése után a Budapesti Műszaki és Gazdaságtudományi Egyetem demonstrátora volt. 1958-ban került a Budapesti Műszaki és Gazdaságtudományi Egyetem Műszer és Irányítástechnika Tanszékére, ahol Kolos Richárd professzor miniszterhelyettesi megbízása miatt kevés időt tudott tölteni. Ezért nagy részt vállalt a Tanszék operatív irányításában. 1965. augusztus 1-jével egyetemi tanárrá nevezték ki. 1967-ben Kolos Richárd professzortól átvette a Tanszék vezetését, és 1988-ig – nyugdíjba vonulásáig – irányította azt. 1985-ben a Villamosmérnöki kar dékánjává nevezték ki. 
A Farkasréti temető 4/3 parcella 2-1 sírjában nyugszik.

## Jelentősebb publikációk
- Frigyes Andor - Tuschák Róbert - Szita Iván - Schnell László: Elektrotechnika
- Schnell László: Jelek és rendszerek méréstechnikája I-II
- Schnell László: Jelek és rendszerek méréstechnikája III. (Villamos jelek mérése és analízise) Műegyetemi Kiadó, Budapest, 1999
- Schnell László: Blechschmidt, .E., Präzisionsmessungen von Kapazitäten und Zeitkonstanten. (Kapacitások, induktivitások és időállandók pontos mérése.)  Braunschweig, 1956-1957
- Dr. Schnell László, Tóth Mihály: Általános metrológia (Tankönyvkiadó Vállalat  1981)
- Dr. Schnell László: Villamos mérések II. (Tankönyvkiadó Vállalat  1973)
- Dr. Schnell László:  Villamos mérőműszerek (Kohó- és Gépipari Minisztérium, 1969)
- Frigyes Andor, Szita Iván, Tuschák Róbert, Schnell László: Elektrotechnika (Tankönyvkiadó, Budapest 1951)

## Szabadalom
- WO/1986/003883

## Díjai
- 1993 A Magyar Köztársasági Érdemrend középkeresztje
- 1985 Állami Díj – A mikroprocesszort tartalmazó eszközök integrált tervező, gyártó és ellenőrző rendszerének kifejlesztésében és ipari alkalmazásának elterjesztésében elért kiemelkedő eredményeiért. Megosztott díj Bádi Bélával, Horváth Gáborral, Selényi Endrével, Sztipánovits Jánossal és Zillich Pállal.
- Schnell László Műszer- és Méréstechnika Alapítvány
- Schnell László Publikációs-díj